# Всесоюзный туристский маршрут № 77
Всесоюзный маршрут № 77 (77-й маршрут) — горно-таёжный туристский маршрут 3-й категории сложности. В рекламных проспектах назывался «Горно-Алтайский», № 77 (102-99-04) и был самым сложным плановым маршрутом в СССР и в то же время культовым пешеходным маршрутом Горного Алтая.
После 1989 года пешая часть маршрута служила основой для прохождения отдельными группами пеших туристов (от села Эдиган до Телецкого озера).

## Описание
Маршрут непрерывно просуществовал 33 года (1956—1989, в 1992 году маршрут прошли 3 плановые группы). Начинался и заканчивался в Бийске. Каждые два дня выходила группа из 10—20 человек и опытный инструктор. На ГАЗ-66 или на «Урале» группа забрасывалась на турбазу «Катунь» (гора «Докторша», врач-терапевт, получение снаряжения и продовольствия), далее в Эдиган. Пешая часть маршрута проходила от Эдигана до мыса Кырсай на Телецком озере (210 км) (190 км). После этого группа три дня шла на морских вёсельных ялах по Телецкому озеру до турбазы «Золотое озеро». Группы встречного маршрута № 77а выходили на ялах с турбазы «Золотое озеро» и заканчивали в Эдигане. Продолжительность путевки была 24 (22) дня, продолжительность маршрута составляла 18 дней (10 дней — пешая часть с днёвкой на Уймене, 3 дня — сплав, остальное — на турбазах и переезды). С началом Перестройки этот маршрут был закрыт.
На маршруте имелся эндемичный фольклор, например, песня "Наш алтайский северный, семьдесят седьмой, весь покрытый снегом, летом и зимой..."

### Пешая часть маршрута[1]
В Эдигане начиналась пешая часть маршрута . За селом — первая ночёвка в пути. Утром туристы отправляются в пеший поход до Телецкого озера. В первый день проходят 12 км и останавливаются на ночлег. На следующий день они преодолевают перевал Таман-Ел, откуда открывается величественная панорама горных хребтов и долин многочисленных рек, теряющихся в ущельях и непроходимой тайге. С перевала тропа ведёт в долину реки Тогузколь, в её верховья и поднимается на перевал Сайгонош. Спуск с перевала довольно крутой. Перейдя вброд реку Малая Сумульта, туристы устраиваются на ночлег (на поляне перед первой переправой). За день группа проходит 26 км. На третий день предстоит преодолеть три перевала и пройти ещё 26 км.(Вот тут целый день пропущен. Пополнение продовольствия было в избе-приюте после пяти ночлегов, в 1972 году в августе изба сгорела). От места ночлега тропа поднимается к верховьям реки Аксаазкан и приводит на перевал Уйменский, откуда видно озеро Уймень в окружении скал. Спуск к озеру крутой. В озере водится хариус. В окрестностях, в диких труднодоступных скалах, живут сибирские козероги. Обойдя озеро, туристы выходят к избушке, где устраивают днёвку и пополняют запас продовольствия. Далее, минуя перевал Карасаазкан, тропа спускается к реке. В этом месте можно остановиться на ночлег. За день туристы проходят около 15 км. Очередной перевал через Сумультинский хребет носит название «Штатив». Это самый высокий перевал, но преодолевается он легко. На склонах хребта лежат вечные снега. Вскоре тропа приводит к границе леса и постепенно уводит в тайгу. За перевалом Самурлу туристы располагаются на ночлег. Пройдено 25 км пути. На следующий день туристы преодолевают ещё 16 км. Путь их лежит по типичной тундре. Встречаются карликовые берёзки, небольшие озерки. Отдохнув, туристы поднимаются на перевал Чакрын через отрог хребта Алтынту. Вброд переходят реку, преодолевают последний перевал и на левом берегу реки Ачелман устраиваются на ночлег. Пройдено 23 км. Отсюда тропа круто спускается в долину реки Чулышман, туристы подходят к устью реки, где находится приют «Чулышман».
 - Нитка маршрута в OpenStreetMap.

### Водная часть маршрута
Здесь они пополняют запас продовольствия и отправляются в трехдневное плавание на лодках по Телецкому озеру, расположенному на высоте 436 м над уровнем моря. Максимальная глубина — 325 м. Вода в озере удивительно прозрачная, но холодная, летом температура на поверхности воды — от +14° до +16°. В озеро впадает более 70 рек, Чулышман — наиболее крупная из них. Многие реки образуют живописные водопады. В озере водится телецкий сиг, сибирский хариус, ленок, таймень.
Вдоль восточного побережья Телецкого озера до границы с Тувой раскинулся Алтайский заповедник. Здесь водятся: бурый медведь, снежный барс, лось, марал, кабарга, сибирский козерог, косуля, соболь, барсук, колонок.
Путешествуя по озеру, туристы осмотрят водопад Корбу, район садоводства на Телецком озере — село Яйлю, сделают остановки на ночлег в устье реки Большая Чили и в заливе Идып.
На северо-западном берегу озера, в 2 км от истока реки Бии, вытекающей из Телецкого озера, находится турбаза «Золотое озеро» (п. Артыбаш). Рядом расположено детское отделение «Медвежонок».
После отдыха на турбазе туристы едут автобусом до села Озеро Куреево. Дорога идёт вдоль правого берега Бии. Из окон автобуса видны пороги реки. Недалеко от Турочака высится отвесная скала Иконостас, в центре которой, на высоте 40 м, высечен барельеф В. И. Ленина. В приюте «Озеро Куреево» туристы останавливаются на ночлег. В селе можно посетить братскую могилу 11 партизан, убитых белогвардейцами в 1919 году.
Из села Озеро Куреево начинается заключительный этап путешествия — по реке Бие на скоростном теплоходе «Заря» до города Бийска (расстояние от т/б «Золотое озеро» до Бийска преодолевалось за один день).

## Фотогалерея

Справка о прохождении 77 маршрута третьей категории сложности, выданная в 1982 году

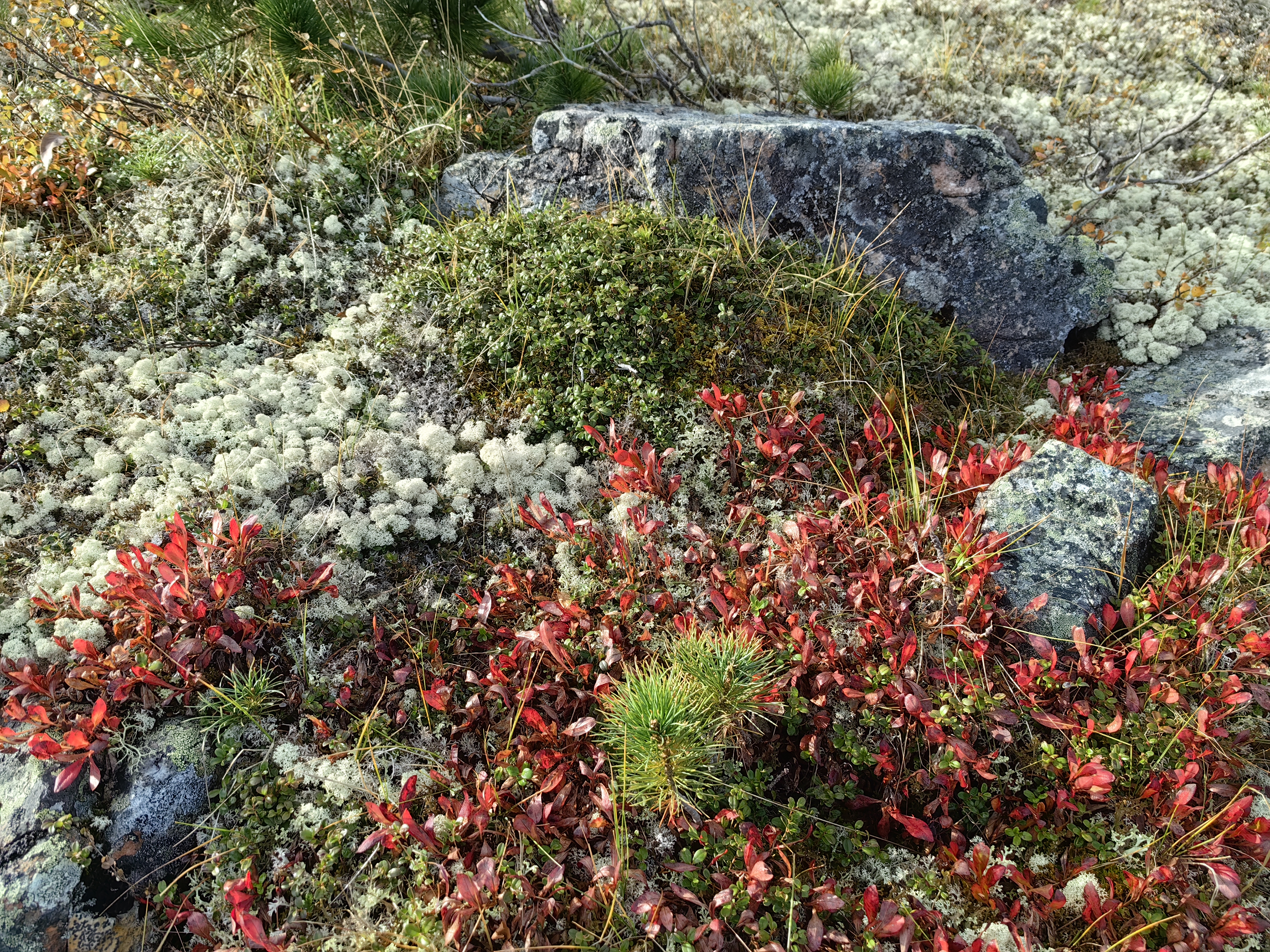
В Августе на 77 маршруте